# Bathydrilus torosus
Bathydrilus torosus är en ringmaskart som beskrevs av Baker 1983. Bathydrilus torosus ingår i släktet Bathydrilus och familjen glattmaskar. Inga underarter finns listade i Catalogue of Life.